# Lasso

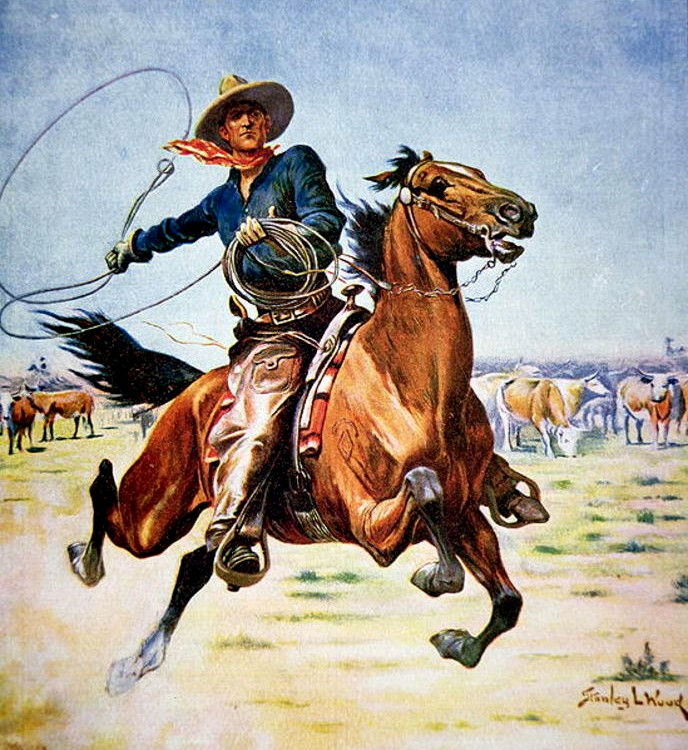
Teksański kowboj z lassem na obrazie Stanleya L. Wooda

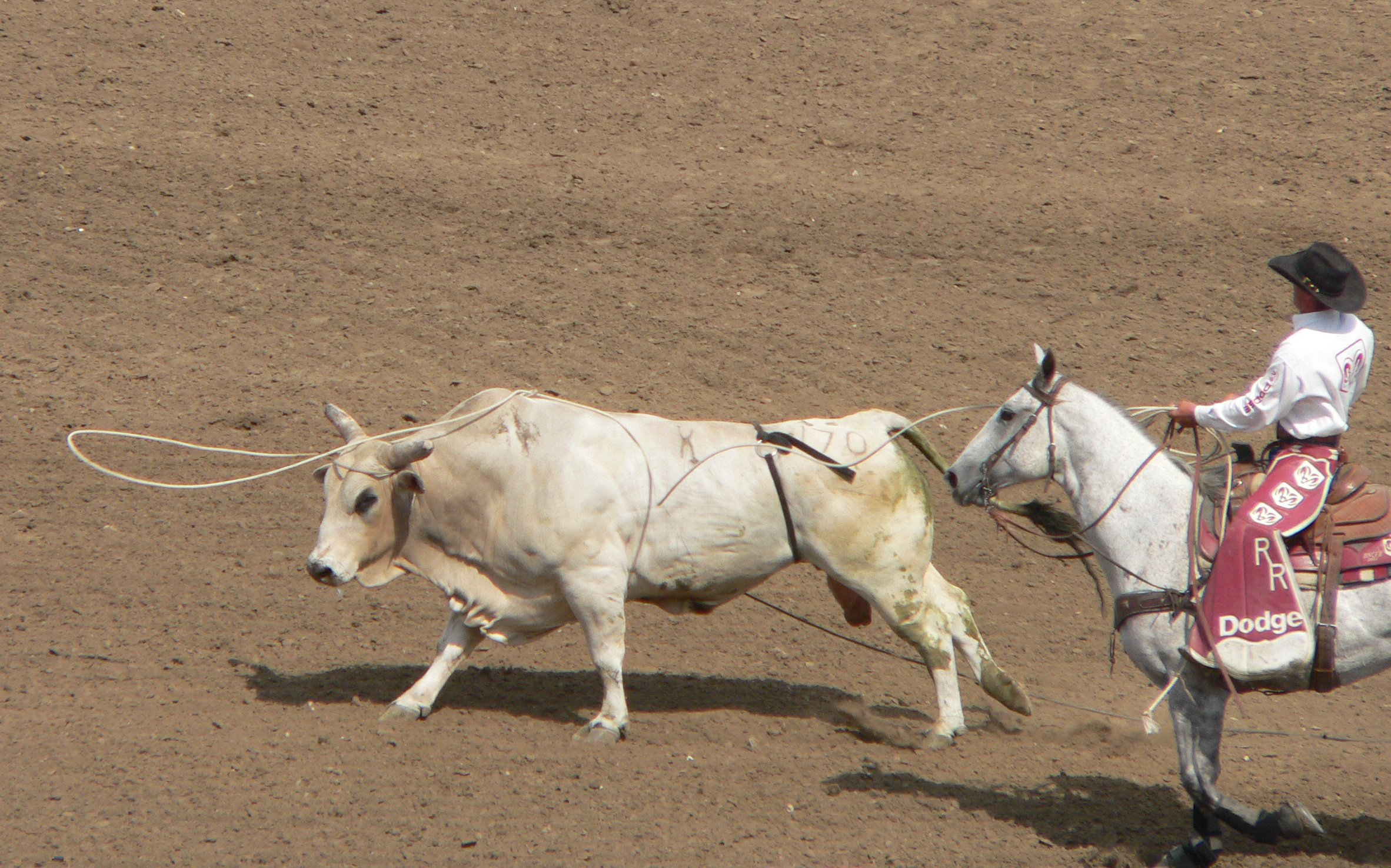
Byk chwytany za pomocą lassa podczas rodeo w Salinas (Kalifornia)

Lasso – sznur lub rzemień zawiązany w ten sposób że na jednym końcu znajduje się zaciskającą się pętla, wykorzystywany przez amerykańskich hodowców koni, kowbojów, myśliwych i pasterzy do chwytania zwierząt.